# Nie Er

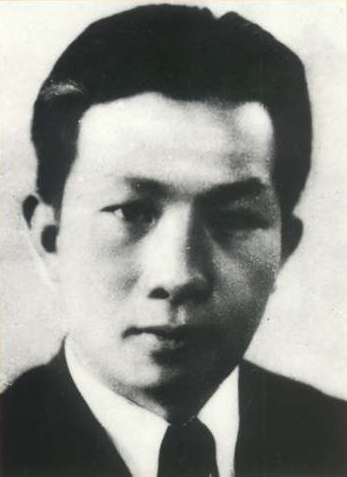
Nie Er

Nie Er (chinesisch 聶耳 / 聂耳, Pinyin Niè Ěr, geboren als Nie Shouxin 聶守信 / 聂守信,  Niè Shǒuxīn, Zì Ziyi 子義 / 子义,  Zǐyì; * 14. Februar 1912 in Kunming; † 17. Juli 1935 in Fujisawa) war ein chinesischer Komponist.
Seine Vorfahren stammten aus dem südchinesischen Yuxi in Yunnan. Als Schuljunge spielte er in seiner Freizeit mehrere Instrumente, darunter Dizi, Erhu, Sanxian und Yueqin. Später erlernte er auch das Violin- und Klavierspiel. 1932 trat er der Lianhua-Filmgesellschaft bei und wurde 1933 Mitglied der Kommunistischen Partei Chinas. Im April 1934 wurde er in der Filiale von Pathé Records in Hongkong Leiter der Musiksektion. Im April 1935 reiste er nach Japan, um seinen älteren Bruder in Tokio zu treffen.
In den letzten zwei Jahren vor seinem Tod komponierte er insgesamt 37 Musikstücke, oft in Zusammenarbeit mit dem Dichter Tian Han, darunter die chinesische Nationalhymne.
Er starb beim Schwimmen an einem Strand in Japan, wahrscheinlich durch Ertrinken.